# Италијански хрт
Италијански хрт је раса пса, верује се пореклом из Египта.

## Порекло
Ова раса пса по веровању води порекло из Египта, на шта указују изгледом слични мумифицирани пси пронађени у гробницама фараона у веку п. н. е, италијански хрт постаје пас који је цењен и обожаван међу римским и грчким племством, а у 16. и 17. веку нашао се чак на двору. Иако је имао улогу љубимца, овај пас је често коришћен у лову на зечеве. Љубимац је био Чарлсу I, Фредерику Великом, породицама Д'Есте, Медичи, Висконти, краљици Марији од Шкотске, краљици Викторији, Лују XIII, Лују XIV и другима. У другој половини 19. века италијански хрт одведен је у Велику Британију.

## Изглед
- Виткост
- Глатка, сјајна, кратка длака црне, сиве или жуте боје[2]
- Уска глава са тамним очима и склопљеним, високо постављеним ушима
- Благо савијена кичма, увучен абдомен
- Дугачке, крхке ноге

## Нарав
Ова раса је јако привржена, с тим што јој треба времена да се веже па јој је тако потребна рана социјализација да би се боље уклопио са људима чак и животињама око себе. У тим ситуцијама понаша се стидљиво, стога није добар у улози чувара. Иако га карактерише дубок лавеж, због своје ситне, крхке грађе он није спреман да се супротстави нападачу. Осетљив је, слабије подноси хладноћу, како напољу тако и у кућним условима па се често може загрејати управо уз свог власника, а веома воли и да се мази, поготово они старији. Иако осетљив на хладноћу, овај пас ужива у шетњи, брзо трчи, чак и преко 50 километара по часу, разигран је, те му треба посветити доста љубави и пажње. Воле да уживају на осунчаном месту у кући или напољу, чак и да траже ма које високо место на коме ће седети и склупчати се, одмарати.

## Здравље
Просечан животни век им је од 13 до 15 година. Приликом куповине штенета, било би пожељно од узгајивача тражити здравствена осигурања родитеља штенета из сигурносних разлога. Ови пси могу патити од дисплазије кука, разних алергија, катаракте, Фон Вилдебрандове болести и других. Због прилично крхких ногу, често може доћи до прелома.